# Porcellio obtusiserra
Porcellio obtusiserra là một loài chân đều trong họ Porcellionidae. Loài này được Barnard miêu tả khoa học năm 1940.